# Camponotus subnitidus
Camponotus subnitidus är en myrart som beskrevs av Mayr 1876. Camponotus subnitidus ingår i släktet hästmyror, och familjen myror.

## Underarter
Arten delas in i följande underarter:
- C. s. famelicus
- C. s. longinodis
- C. s. subnitidus